# Azadiractina
L'azadiractina és un compost químic amb fórmula molecular C35H44O16 pertanyent al grup del limonoides. És un metabòlit secundari present en les llavors de nim. Es tracta d'un tetranortriterpenoide altament oxidat que compta amb un gran nombre de grups funcionals amb oxigen. El seu nom prové del nom científic del nim, Azadirachta indica. Durant més de 22 anys, científics britànics van cercar un mètode de sintetitzar l'azadiractina, fins que van reeixir-lo el 2007.
És un disruptor del creixement i té una considerable toxicitat per als insectes, de manera que es pot utilitzar com a insecticida natural si es vol reemplaçar algun dels compostos sintètics. És biodegradable i mostra una baixa toxicitat per als mamífers.